# Emil Reinecke
Pour les articles homonymes, voir Reinecke.
Emil Reinecke né le 26 avril 1933 à Einbeck (Basse-Saxe) et mort le 4 mai 2011 à Delmenhorst (Basse-Saxe), est un coureur cycliste allemand, professionnel de 1956 à 1961.

## Palmarès et résultats

### Palmarès par année
- 1954
  -  Champion d'Allemagne de cyclo-cross
  - 3e du championnat d'Allemagne du contre-la-montre par équipes amateurs
- 1955
  - Erzgebirgsrundfahrt
- 1956
  - 3e étape du GP des Cigarettes Bali
  - 2e du GP Rei
- 1958
  - 2e étape du GP des Cigarettes Bali
  - 3e du GP Rei
  - 3e du Tour de Francfort
- 1960
  - GP Veith

### Résultats sur les grands tours

#### Tour de France
1 participation
- 1960 : 56e

#### Tour d'Italie
1 participation 
- 1958 : abandon